# Castlevania – Démonkastély: Noktürn
A Castlevania – Démonkastély: Noktürn (eredeti cím: Castlevania: Nocturne) 2023-tól vetített amerikai 2D-s számítógépes animációs akciósorozat, amelyet Clive Bradley írt és alkotott.
Amerikában és Magyarországon 2023. szeptember 28-án mutatta be a Netflix.
2023. október 6-án berendelték a második évadot.

## Ismertető
1792-ben, a francia forradalom idején a Machecoul községben a fiatal vámpírvadász Richter Belmont és fogadott nővére, Maria Renard, új szövetségesekre tesznek szert, és megpróbálják megakadályozni egy isteni vámpírmessiás apokaliptikus felemelkedését.

## Szereplők
| Szereplő                   | Eredeti hang               | Magyar hang      | Leírás |
| -------------------------- | -------------------------- | ---------------- | --- |
| Richter Belmont            | Edward Bluemel             | Jéger Zsombor    | Trevor Belmont leszármazottja és a legendás "Vámpírgyilkos" ostor jelenlegi birtokosa.                                                                                             |
| Richter Belmont            | Richter Belmont (fiatalon) | Vida Bálint      | Trevor Belmont leszármazottja és a legendás "Vámpírgyilkos" ostor jelenlegi birtokosa.                                                                                             |
| Annette                    | Thuso Mbedu                | Gubik Petra      | Földi képességekkel rendelkező varázslónő, aki a francia Karib-szigeteken szökött meg a rabszolgaságból.                                                                           |
| Maria Renard               | Pixie Davies               | Rudolf Szonja    | Fiatal arisztokrata, aki a francia forradalom idején forradalmárrá vált, és képes megidézni az állati szellemeket, hogy segítsenek neki.                                           |
| Emmanuel / Apát            | Richard Dormer             | Fillár István    | A Szent János-rend papja, aki az egyház hatalmának fenntartásán dolgozik. |
| Edouard                    | Sydney James Harcourt      | Rohonyi Barnabás | Operaénekes és Annette legközelebbi barátja, aki segített neki egy rabszolgalázadásban, mielőtt együtt utaztak Franciaországba.                                                    |
| Tera Renard                | Nastassja Kinski           | Réti Adrienn     | Bűvész, Maria anyja és Richter nevelőanyja.. |
| Olrox                      | Zahn McClarnon             | Miller Zoltán    | Ősi azték vámpír az Újvilágból, a Belmont klán ellenfele. Franciaországba utazik, hogy tanúja legyen a "vámpírmessiás" felemelkedésének.                                           |
| Mizrak                     | Aaron Neil                 | Mészáros András  | Az apát alatt szolgáló lovag, aki rendíthetetlenül hisz Istenben, és Olrox szeretője.                                                                                              |
| Julia Belmont              | Sophie Skelton             | Bartsch Kata     | Vámpírvadász és Richter anyja. |
| Drolta Tzuentes            | Elarica Johnson            | Solecki Janka    | Erzsébet parancsnokhelyettese és legodaadóbb követője, aki felkészíti a vámpír arisztokráciát mestere érkezésére.                                                                  |
| Báthori Erzsébet / Szahmet | Franka Potente             | Alberti Zsófi    | Ősi vámpírkirálynő és önjelölt "vámpírmessiás", akit a folyamatban lévő forradalom Franciaországba vonz, és aki azt állítja, hogy ő az egyiptomi istennő, Szekhmet reinkarnációja. |
| Juste Belmont              | Iain Glen                  | Epres Attila     | Julia apja, Richter nagyapja és egykori vámpírvadász, aki egykor híresen tehetséges volt a mágiában.                                                                               |
| Adrian "Alucard" Țepeș     | James Callis               | Welker Gábor     | Drakula és Lisa Țepeș damfír fia, aki három évszázaddal korábban Trevor Belmont és Sypha Belnades oldalán harcolt.                                                                 |

## Évados áttekintés
| Évad | Évad | Epizódok | Amerikai sugárzás    | Amerikai sugárzás    | Amerikai adó     | Magyar sugárzás      | Magyar sugárzás      | Magyar adó |
| Évad | Évad | Epizódok | Évadpremier          | Évadfinálé           | Amerikai adó     | Évadpremier          | Évadfinálé           | Magyar adó |
| ---- | ---- | -------- | -------------------- | -------------------- | ---------------- | -------------------- | -------------------- | ---------- |
|      | 1    | 8        | 2023. szeptember 28. | 2023. szeptember 28. |                  | 2023. szeptember 28. | 2023. szeptember 28. |            |
|      | 2    | 8        | 2025. január 16.     | 2025. január 16.     | 2025. január 16. | 2025. január 16.     |                      |            |

## Epizódok

### 1. évad (2023)
| Sor. | Év. | Cím                                                      | Rendező                  | Író           | Premier                                   |
| ---- | --- | -------------------------------------------------------- | ------------------------ | ------------- | ----------------------------------------- |
| 1.   | 1.  | A közös ellenség a gonosz (A Common Enemy in Evil)       | Sam Deats és Adam Deats  | Clive Bradley | 2023. szeptember 28. 2023. szeptember 28. |
| 2.   | 2.  | A poklok pokla (Horror Beyond Nightmares)                | Sam Deats és Saren Stone | Clive Bradley | 2023. szeptember 28. 2023. szeptember 28. |
| 3.   | 3.  | A szabadság édesebb volt (Freedom Was Sweeter)           | Sam Deats és Tam Lu      | Zodwa Nyoni   | 2023. szeptember 28. 2023. szeptember 28. |
| 4.   | 4.  | A mélyből előtörő horror (Horrors Rising from the Earth) | Sam Deats és Adam Deats  | Clive Bradley | 2023. szeptember 28. 2023. szeptember 28. |
| 5.   | 5.  | A természet rendje (The Natural Order)                   | Sam Deats és Adam Deats  | Temi Oh       | 2023. szeptember 28. 2023. szeptember 28. |
| 6.   | 6.  | A bűnösök számot adnak (Guilty Men to Be Judged)         | Sam Deats és Adam Deats  | Clive Bradley | 2023. szeptember 28. 2023. szeptember 28. |
| 7.   | 7.  | Csak vér által üdvözülhetünk (Blood Is the Only Way)     | Sam Deats és Adam Deats  | Testament     | 2023. szeptember 28. 2023. szeptember 28. |
| 8.   | 8.  | Fényfaló (Devourer of Light)                             | Sam Deats és Adam Deats  | Clive Bradley | 2023. szeptember 28. 2023. szeptember 28. |

### 2. évad (2025)
| Sor. | Év. | Cím                                      | Rendező                 | Író           | Premier                           |
| ---- | --- | ---------------------------------------- | ----------------------- | ------------- | --------------------------------- |
| 9.   | 1.  | Élő legenda (A Living Legend)            | Sam Deats és Adam Deats | Clive Bradley | 2025. január 16. 2025. január 16. |
| 10.  | 2.  | A halál angyala (Angel of Death)         | Sam Deats és Adam Deats | Testament     | 2025. január 16. 2025. január 16. |
| 11.  | 3.  | Az özvegy ablaka (The Widow's Window)    | Sam Deats és Adam Deats | Temi Oh       | 2025. január 16. 2025. január 16. |
| 12.  | 4.  | Szörnyű dolgok (Monstrous Things)        | Sam Deats és Adam Deats | Clive Bradley | 2025. január 16. 2025. január 16. |
| 13.  | 5.  | Feneketlen mélység (Into the Abyss)      | Sam Deats és Adam Deats | Clive Bradley | 2025. január 16. 2025. január 16. |
| 14.  | 6.  | Ősök (Ancestors)                         | Sam Deats és Adam Deats | Zodwa Nyoni   | 2025. január 16. 2025. január 16. |
| 15.  | 7.  | Támadás, katonák! (Grenadye Alaso)       | Sam Deats és Adam Deats | Clive Bradley | 2025. január 16. 2025. január 16. |
| 16.  | 8.  | Nagy hősök sora (A Line of Great Heroes) | Sam Deats és Adam Deats | Clive Bradley | 2025. január 16. 2025. január 16. |

## A sorozat készítése
2021. április 16-án a Deadline arról számolt be, hogy a Netflix egy spin-off sorozatot tervez, amely a Castlevania univerzumban játszódik, az eredeti animációs sorozat befejezését követően, új szereplőgárdával. 2021. április 16-án bejelentették, hogy Kevin Kolde és Clive Bradley lesz a showrunner és vezető producer. 2021. április 16-án bejelentették, hogy Sam és Adam Deats az első évad epizódjait rendezi majd.
2022. június 10-én, a Netflix Geeked Week virtuális eseményén bejelentették, hogy a sorozat címe Castlevania – Démonkastély: Noktürn lesz. 2023. július 27-én nyilvánosságra hozták a sorozat szinkronszereplőit.